# Frank C. Archibald

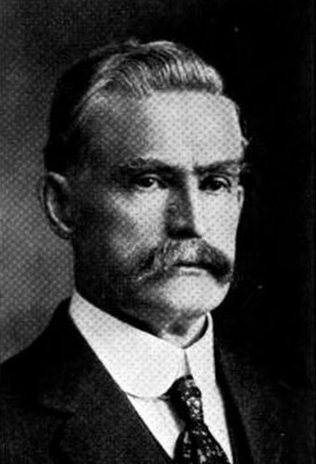
Frank C. Archibald

Frank Carey Archibald (* 31. Dezember 1857 in Exeter, New Hampshire; † 9. April 1935 in Manchester, Vermont) war ein US-amerikanischer Jurist und Politiker, der von 1919 bis 1925 Vermont Attorney General war.

## Leben
Frank Carey Archibald wurde in Exeter, New Hampshire als Sohn von Thomas H. und Susan W. Archibald geboren. Er besuchte die Middlebury High School und die Vermont Academy. Seine Zulassung zum Anwalt erhielt er im Jahr 1886. Danach hatte er gemeinsam mit Joseph G. Martin eine Kanzlei in Manchester bis 1897, anschließend führte er die Kanzlei alleine weiter. Archibald war von 1892 bis 1894 District Attorney für das Bennington County. Als Mitglied der Republikanischen Partei von Vermont hatte er von 1904 bis 1906 einen Sitz im Repräsentantenhaus von Vermont und war von 1910 im Senat von Vermont. Archibald war Freimaurer.
Frank C. Archibald starb am 9. April 1935. Sein Grab befindet sich auf dem Greenwood Cemetery in Bristol, Vermont.